# Viséite
La viseite è una varietà di crandallite ricca di silicio.